# Khuất Hữu Long
Khuất Hữu Long (sinh ngày 19 tháng 2 năm 1987) là một cựu cầu thủ bóng đá Việt Nam thi đấu ở vị trí hậu vệ cho câu lạc bộ V-League là Hoàng Anh Gia Lai và được gọi lên đội tuyển bóng đá quốc gia Việt Nam một lần mặc dù anh không có cơ hội được ra sân. Vì chấn thương, năm 2015 anh giải nghệ và chuyển sang làm huấn luyện viên bóng đá trẻ cho Hoàng Anh Gia Lai.

## Sự nghiệp
Nổi lên từ lứa U-21 Hoàng Anh Gia Lai giành huy chương bạc giải U21 quốc gia năm 2006, Khuất Hữu Long cùng các đồng đội được kỳ vọng là thế hệ kế cận tiềm năng của Hoàng Anh Gia Lai. Khi lên đội chính, Hữu Long thường ngồi dự bị vì câu lạc bộ thời điểm đó có nhiều trung vệ kỳ cựu. Năm 2011 anh chuyển sang Huế thi đấu ở giải hạng Nhất một thời gian dưới hình thức cho mượn. Đến V-League 2011, dưới thời huấn luyện viên Choi Yoon–gyum, Hữu Long mới được trao cơ hội rồi dần có được suất đá chính ở trung tâm hàng phòng ngự của đội bóng.
Sau ba mùa giải tại V-League, Hữu Long tạo được ấn tượng tích cực.
Với phong độ ấn tượng, anh được huấn luyện viên Nguyễn Văn Sỹ triệu tập lên tuyển Việt Nam tháng 9 năm 2013 chuẩn bị cho vòng loại Cúp bóng đá châu Á 2015. Tuy nhiên, chấn thương đã khiến anh lỡ cơ hội thi đấu. Sau đó anh một lần nữa được huấn luyện viên Hoàng Văn Phúc triệu tập lên đội tuyển chuẩn bị cho trận đấu cuối cùng của vòng loại Cúp bóng đá châu Á gặp Hồng Kông nhưng không được ra sân.
Chấn thương dai dẳng mãi không khỏi, năm 2015, anh phải giải nghệ để chuyển sang làm huấn luyện viên đội trẻ Hoàng Anh Gia Lai.
Năm 2019, Hữu Long được chọn làm trợ lý huấn luyện viên của U22 Việt Nam tham dự Giải vô địch bóng đá U-22 Đông Nam Á.

## Đời tư
Khuất Hữu Long lập gia đình với Phan Lan, là một phát thanh viên, vào đầu năm 2013. Hai người có con trai vào tháng 10 cùng năm.